# Зелене (Полєський район)
Зелене (рос. Зелёное) — селище Полєського району, Калінінградської області Росії. Входить до складу Тургенєвського сільського поселення.
Населення —  519 осіб (2015 рік). 

## Населення
| 2002 | 2010 |
| ---- | ---- |
| 486  | ↗519 |